# 제20회 미쟝센 단편 영화제
제20회 미쟝센 단편 영화제는 2021년 6월 24일에 열린 시상식이다.

## 수상 및 후보

### 인사이드 더 20
- 완벽한 도미 요리 - 나홍진
- 재능있는 소년 이준섭 - 신재인
- 감상과 이해, 청산별곡 - 이상근
- 인간적으로 정이 안 가는 인간 - 손원평
- 그의 진실이 전진한다 - 신재인
- 잘돼가? 무엇이든 - 이경미
- 가리베가스 - 김선민
- 십분간 휴식 - 이성태
- 쌍둥이들 - 문제용
- My Sweet Record - 박효진
- 기린과 아프리카 - 김민숙
- 남매의 집 - 조성희
- 백년해로외전 - 강진아
- 몸 값 - 이충현
- 폴라로이드 작동법 - 김종관
- 가희와 BH - 신동석
- 저주의 기간 - 허정
- 숲 - 엄태화
- 나만 없는 집 - 김현정
- 모빌 - 임필성
- 척추측만 - 조현철
- 병구 - 형슬우
- 능력소녀 - 김수영
- 사랑하는 소녀 - 김종관

### 아웃사이드 더 20
- 눈물 - 부지영
- 연애담 - 박성오
- 손님 - 서태수
- 안다고 말하지 마라 - 송혜진
- 단속평형 - 손광주
- 해피 버스데이 - 홍준원
- 이렇게는 계속할 수 없어요 - 윤성호
- 도둑 소년 - 민용근
- 달세계여행 - 이종필
- 산나물 처녀 - 김초희
- 당신도 주성치를 좋아하시나요? - 강동완
- 미안합니다 - 박명랑
- 락큰롤에 있어 중요한 것 세가지 - 정병길
- 목격자의 밤 - 박근범
- 병훈의 하루 - 이희준

### 봉준호 단편 특별전
- 지리멸렬 - 봉준호
- 백색인 - 봉준호
- 프레임 속의 기억들 - 봉준호
- 인플루엔자 - 봉준호